# Островец (Черкасская область)
Острове́ц (укр. Острівець) — село в Уманском районе Черкасской области Украины.
Население по переписи 2001 года составляло 458 человек. Почтовый индекс — 20363. Телефонный код — 4744.

## Местный совет
20363, Черкасская обл., Уманский р-н, с. Островец, ул. Советская, 6